# Unsolved (Karate)
Unsolved è il quarto album del gruppo musicale statunitense Karate, pubblicato nel 2000.

## Tracce
1. Small Fires – 6:17
2. The Lived-But-Yet-Named – 4:42
3. Sever – 5:55
4. The Roots and the Ruins – 3:02
5. Number Six – 5:10
6. One Less Blues – 5:49
7. The Halo of the Strange – 3:28
8. The Angels Just Have To Show – 6:10
9. This Day Next Year – 11:14

## Formazione
- Geoff Farina - voce chitarra
- Jeff Goddard - basso elettrico
- Gavin Mc Carthy - batteria
- Eamon Vitt - chitarra